# Silently Walking Alone
Silently Walking Alone è un singolo del gruppo musicale norvegese Leprous, pubblicato il 26 giugno 2024 come secondo estratto dall'ottavo album in studio Melodies of Atonement.

## Descrizione
Si tratta della traccia d'apertura dell'album e si caratterizza per sonorità principalmente art rock, con molti elementi di matrice elettronica. Il testo, come spiegato dal frontman Einar Solberg (unico autore del brano), affronta invece l'imparare gradualmente a stare bene da soli e a stare bene in compagnia di se stessi.

## Video musicale
Il video è stato diretto da Dariusz Szermanowicz (già alla regia del precedente singolo Atonement) e reso disponibile in concomitanza con il lancio del singolo.

## Tracce
Testi e musiche di Einar Solberg, eccetto dove indicato.
1. Silently Walking Alone – 4:05
2. Atonement – 4:49 (musica: Einar Solberg, Simen Børven)

## Formazione
Gruppo
- Einar Solberg – voce, tastiera
- Tor Oddmund Suhrke – chitarra
- Robin Ognedal – chitarra
- Simen Børven – basso
- Baard Kolstad – batteria

Produzione
- David Castillo – produzione, registrazione
- Einar Solberg – produzione
- Leprous – produzione
- Adam Noble – missaggio
- Robin Schmidt – mastering